# Маратон пам'яті Василя Сліпака
Міжнародний музичний маратон W LIVE — музичний маратон пам'яті оперного співака, Героя України Василя Сліпака. Це можливість зібрати на одній сцені з різних країн Європи найкращих музикантів, які знали співака і працювали з ним; вшанувати пам'ять новітнього Героя України, який загинув під час війни на сході України, показати слухачам, якою потужною може бути сила класичної музики і скільки сучасних інтерпретацій вона може мати; осмислити музику як великий інструмент впливу, а постать Василя Сліпака як надзвичайний живий потік, який продовжує жити в творчих проектах, ідеях та новому поколінні музикантів.
Головним кредо маратону є життя. Унікальність життя кожної людини. Життя, яке є безцінним. Життя у вільному світі, вільному від війни, вільному від ненависті, життя у світі взаємоповаги і свободи.

## Історія
Перший Міжнародний музичний маратон W LIVE пам'яті Василя Сліпака, організований у Львові з ініціативи брата Ореста Сліпака, відомих митців Львова й Парижа, відбувся у Львові з 29 червня по 1 липня 2017 року.
З нагоди презентації маратону 13 лютого 2017 року у Львівській міській раді відбулась перша прес-конференція організаторів. Того ж дня відбулася зустріч організаторів із Андрієм Садовим, міським головою Львова, на якій обговорили можливості проведення заходу.
1 червня 2017 року у конференц-залі Львівської обласної філармонії відбулась друга прес-конференція з нагоди триденного музичного маратону, на якій організатори і учасники розповіли про ідею і детальну програму.
27 червня 2017 року у фоє Львівської обласної філармонії відбулася третя прес-конференція, на якій розповіли про всесвітньо відомих музикантів, які візьмуть участь у маратоні.

## Засновники
Співорганізаторами І Міжнародного музичного маратону W LIVE у 2017 році були управління культури департаменту розвитку Львівської міської ради, департамент з питань культури, національностей та релігій Львівської обласної державної адміністрації, комунальний заклад Львівської обласної ради «Львівська обласна філармонія», Міжнародна благодійна організація «Фундація Василя Сліпака» та Львівська державна академічна чоловіча хорова капела «Дударик».
Засновники у 2018 році – Фундація Василя Сліпака, Орест Сліпак (старший брат Василя), комунальний заклад Львівської обласної ради «Львівська обласна філармонія» та її генеральний директор Володимир Сивохіп,  Львівська державна академічна чоловіча хорова капела «Дударик», керівник Дмитро Кацал. Захід відбувався за підтримки Львівської обласної державної адміністрації та Львівської міської ради.

## Програма 2017 року
Тема — «Тихі дні любові і музика миру». 
Події відбувались упродовж трьох днів у різних локаціях Львова і поєднали у собі хорову, фортепіанну і оперну музику. Музика кожного дня маратону була пов'язана із певними етапами у житті Василя Сліпака. Кожен день присвячений окремому музичному мистецтву: хоровій, фортепіанній та оперній музиці. Усі місця, де звучала музика, пов'язані із життям і творчістю Василя Сліпака.
День перший — хорова музика. У Львівській державній хоровій школі «Дударик» ім. М. Кацала відбувся хоровий маратон «Від вчителя до учня» пам'яті Миколи Кацала,. 
Окремою подією був передпрем'єрний показ повнометражного документального фільму «Міф».
День другий — фортепіанна музика. Міжнародний фортепіанний маратон «Piano Postludes». Сама ідея такого формату належить Орестові Сліпаку, кураторові проекту, братові співака. Звучали твори Валентина Сильвестрова на площі перед школою № 46, де навчався співак.
Барокова музика французьких композиторів у виконанні органістки Барбари Швідерської (Польща) звучала на Полі почесних поховань № 76 Личаківського цвинтаря.
День третій – оперна музика. Оперний маратон розпочався в Італійському дворику Львівського історичного музею, продовжився у палаці Потоцьких і завершився у Львівській філармонії гала-концертом.

## Програма 2018 року
Тема — «Від друзів — другові!» Події відбувалися упродовж трьох днів. Співаки й диригенти з України, Франції й США разом з хорами й оркестрами зі Львова зібрались спершу у Києві, а тоді у Львові, щоб через спільне музикування засвідчити свою відданість гуманістичному ідеалу.
День перший — хорова музика. Солісти виконали «Маленьку урочисту месу» («Petite Messe Solennele») Джоаккіно Россіні разом із Львівською державною академічною чоловічою хоровою капелою «Дударик», Камерним хором «Глорія»  й Академічним симфонічним оркестром Львівської філармонії під керівництвом Володимира Сивохіпа.
День другий – хорова музика. 30 червня 2018 року «Маленьку урочисту месу» («Petite Messe Solennele») Джоаккіно Россіні виконали у концертному залі Львівської обласної філармонії.
День третій – оперна музика. 1 липня 2018 року — Opera Gala. Закордонні співаки вийшли на сцену втретє, до них приєднався український баритон Юрій Шевчук. Під керівництвом диригента з Франції Ніколя Кроза й у супроводі Академічного камерного оркестру «Віртуози Львова» співаки виконували вибрані арії з опер.

## Програма 2019 року
Тема — «Тиха музика для роздумів». 
Третій відкритий міжнародний музичний маратон пам’яті проходив у з 29 червня по 2 липня 2019 року. В Україні, Франції, США згадували видатного співака, великого Українця.
День перший — у Львові поминальна літургія у гарнізонному храмі святих апостолів Петра і Павла, поминальна молитва та освячення пам’ятника на Личаківському цвинтарі. Вшанувати пам'ять героя в річницю загибелі на Личаківський цвинтар прийшов п'ятий президент України Петро Порошенко. Того ж дня у м. Ле-Ренсі (Франція) звучали арії з улюблених опер співака. У Чернівцях у залі органної та камерної музики пройшов вечір "Тиха музика для роздумів". У Дніпровському національному академічному українському музично-драматичному театрі ім. Т.Г.Шевченка прозвучала присвята «Дніпро пам’ятає». Концерт у Нью-Йорку (США) в українському музеї. У Львові в гарнізонному храмі святих апостолів Петра і Павла прозвучав твір Йозефа Гайдна «Сім останніх слів Ісуса Христа». День завершився у м. Юзес (Франція) «Реквіємом» Габрієля Форе.
День другий — концерти відбулись в органному залі м.Білої Церкви, у філармоніях Тернополя, Хмельницького, Львова.
День третій — пам'ять вшанували у Маріупольській філармонії,, Харкові, Івано-Франківську і в Українському культурному осередку імені Василя Сліпака (Париж) відбувся концерт «Європа в музиці» у виконанні французького піаніста Адама де Лара. Академічний камерний хор імені Д. Бортнянського Чернігівського обласного філармонійного центру вперше взяв участь у музичному марафоні: відзняли відео на твір «Арія Альміри "Lascia chio pianga"» з опери «Рінальдо» Георга Фрідріха Генделя.
День четвертий — концерт «Валентин Сильвестров: Простір Пам'яті» у Києві у Великому залі імені Героя України Василя Сліпака Національної музичної академії України імені П.Чайковського.Особливість третього марафону — пам'яті видатного співака присвятили своє виконання лауреати Першого конкурсу молодих вокалістів імені Василя Сліпака: Віктор Янковський і Владислав Тлущ (Львів), Анна Твердова (Київ), Софія Кошелєва (Дніпро), які виступили поряд із відомими солістами і провідними музичними колективами.

## Програма 2020 року
Тема — «Збережімо світ».
День перший — поминальні молитви відбулись 27 червня на полі почесних поховань № 76 Личаківського кладовища і в соборі святого Володимира Великого (Париж). У Національній музичній академії України ім. П.Чайковського онлайн-концерт Тан Гао Сіцзя, фортепіано (Китай).
День другий — день пам'яті Василя Сліпака у паризькому парку ім.Андре Сітроєна. Ініціатор вшанування — благодійна організація «Українське братство», яку заснував В.Сліпак. У Хмельницькій обласній філармонії відбувся «Вечір пам'яті Василя Сліпака» за участі Степана Дробіта (баритон) і Мирослави Слєсар (фортепіано).
День третій — панахида у гарнізонному храмі святих апостолів Петра і Павла (Львів). Урочисте відкриття стінопису на вулиці Дорошенка, 9 у Львові.  Два онлайн-концерти у Львівській філармонії. Перший концерт — «Молитва для Василя» — духовні твори композиторів XX-XXI століття: Петеріса Васкса, Едварда Елґара, Арво Пярта у виконанні О.Мацелюх (орган), камерного хору «Gloria», диригент В.Сивохіп. Другий концерт — відома композиція французького митця XX століття – «Видіння Аміня» («Visions de l’Amen») для двох фортепіано Олів’є Мессіана у виконанні О.Рапіти та М.Драгана. 
У Культурно-мистецькому сквері імені Василя Сліпака (Київ) відбулись панахида за участі митрополита Переяславського і Вишневського Олександра ПЦУ (Олександр Драбинко), концерт-присвята борцям за незалежність України за участі П. Манондіза, З.-З. Паламарчук, С.Василюка (гурт «Тінь Сонця»), Ігоря Романа (гурт «Fata Morgana UA»), хедлайнер – гурт «Друже Музико» (Одеса), презентація кліпу на пісню гурту «Гайдамаки» – «Лицар» і демонстрація фільму «Міф».

## Програма 2021 року
День перший — молодіжний оркестр Йокогами (Японія) під керівництвом диригента Тараса Демчишина дав концерт, присвячений пам’яті видатного українського оперного співака Василя Сліпака. Солісти: Ліза Ізумі (Велика Британія — Японія) концертмейстер, соло, Денис Вишня (Україна — Японія) — бас, Тарас Демчишин (Україна — Японія) диригент, соло кларнет.
День другий — панахида у гарнізонному храмі святих апостолів Петра і Павла (Львів). На Личаківському кладовищі пам'ять вшанувала Львівська державна академічна чоловіча хорова капела «Дударик». У Львівській національній філармонії імені Мирослава Скорика три концерти: «Молитва для Василя» (духовні та камерні композиції Йоганна Себастьяна Баха, Антоніо Вівальді, Генрі Перселла та Станіслава Шажинського, що прозвучали у виконанні львівських музикантів: Лілії Нікітчук (мецо-сопрано), Анни Іванюшенко (клавесин), Олесі Масник (скрипка), Андрія Кушніра (скрипка) та Ярослава Мигаля (віолончель)); подію продовжило «Північне Сяйво» від Струнного квартету «Фенікс» Львівської національної філармонії. Прозвучали камерні твори композиторів «північних» країн – норвежця Едварда Гріга, британця Бенджаміна Бріттена та обробки данських народних пісень. Завершився маратон концертом під назвою «Після мрії» французького тенора Поля Ґоґлєра. який виконав класичні композиції в супроводі української піаністки Олени Маркевич. Програма складалася з французьких і німецьких творів періоду романтизму, а також пісень українською мовою.
День третій — в Українському інформаційно-культурному центрі імені Василя Сліпака відбувся концерт пам’яті. Організаторами заходу виступили українські дипломати та представники громадської організації «Перетинаючи Європу» (A travers l’Europe), почесним головою якої – посмертно – залишається Василь Сліпак. На заході виступив посол України Вадим Омельченко. У концерті взяли участь українські музиканти, які постійно мешкають та працюють у Франції: меццо-сопрано Олександра Майєт, піаністка Ольга Монах, альтист Андрій Малахов, скрипаль Тома Бервецький та баритон Ігор Гнідий.

## Програма 2022 року
Цьогоріч у цій міжнародній події переплелося багато символів та сенсів: повномасштабна і жорстока війна росії проти України, біль та сум за загиблими, світлі спогади, вшанування пам’яті та сум за Василем Сліпаком.
День перший — відкриття 28 червня у Львівській національній філармонії ім. М. Скорика за участі Академічного симфонічного оркестру Львівської національної філармонії, вокального ансамблю «Kalophonia», співака Назара Савка та скрипаля Миколи Гав’юка. Розпочали концерт «Василь Сліпак для перемоги» урочистою увертюрою Левка Колодуба, твори якого часто залучав до своїх програм Василь Сліпак. Концерт пам’яті відбувся у Церкві святого Мартіна у муніципалітеті Цухвіль, Швейцарія. Учасники: Микола Посошко (10 років), Микита Суховієнко (13 років) і скрипалька Богдана Півненко.
День другий — 29 червня концерт «W Live. З Любов’ю з Франції» Серін де Лабом, французької сопрано корейсько-американського походження, яка співала в 11 різних концертах заради миру та благодійності для України в районі Берліна. Піаністи Оксана Рапіта та Мирослав Драган виконали твори світових класиків оперного репертуару. Концерт віолончельної музики «Молитва для Василя» у Гарнізонному храмі святих апостолів Петра і Павла. Денис Литвиненко виконав дві сюїти для віолончелі (№1 та №2) Йоганна Себастьяна Баха.
Кошти від продажу квитків — 5000 грн переказали волонтерському об’єднанню «Доброчинець» та 50 000 грн Центру військового капеланства Львівської архієпархії УГКЦ.
День третій — 30 червня в Українському культурному центрі імені Василя Сліпака (Париж, Франція). Концерт пам’яті Василя Сліпака зіграв київський фортепіанний дует «Kyiv Piano Duo»: Олександра Зайцева – Дмитро Таванець.
Партнери Маратону WLIVE-2022: Фундація Василя Сліпака, Посольство України у Франції, Постійне представництво України при ЮНЕСКО, асоціація “Перетинаючи Європу” (Франція).

## Програма 2023 року
Тема — «У світлі Метеора»
День перший — Прелюдія Маратону. 20 травня камерний благодійний концерт українських музикантів в Українському домі у Лондоні з класичною програмою української та європейської музики. Виконавці: Ірина та Тарас Житинські, Олена Білаш та Юлія Шпиг.
День другий — 10 червня у Національній філармонії України Ольга Чубарева представила проєкт «Янголи мистецтва». Камерний оркестр «Ренесанс» Маріупольської камерної філармонії, художній керівник Василь Крячок, солісти: Ольга Чубарева (сопрано), Тетяна Сєдова-Жук (орган) та Олександр Рудько (художнє слово). Прозвучали твори В. А. Моцарта, В. Белліні, Дж. Пуччіні. А. Дворжака, Дж. Каччіні, Е. Л. Веббера, С. Франка, А. П’яцолли, Ю. Шевченка та інших композиторів. У фіналі концерту прозвучало Адажіо Альбіноні в інтерпретації Ольги Чубаревої, однієї з найкращих, за версією міжнародної премії Adagio Words, виконавиць цього твору.
День третій — 15 червня у Будинку кіно зустріч із кобзарем, лірником Василем Нечепою і перегляд фільму «Міф»
День четвертий — 29 червня у Львівській національній філармонії імені Мирослава Скорика — Про скорботу, велич і сміх. Густав Малер. Симфонія №4 (1901). Виконавці: Академічний симфонічний оркестр Львівської національної філармонії, Вінсент Козловський, диригент та Інна Федорій (сопрано).
День п'ятий — 30 червня у Гарнізонному храмі святих апостолів Петра і Павла Молитва для Василя. Виконавці: струнний квартет «Фенікс» із програмою: О. Козаренко. «Три інвенції для чотирьох мелодичних інструментів», o Allegro moderato, o Recitativo doloroso, o Allegro qusto; Г.Гаврилець струнний квартет №4 «Експресії»; Г.Канчелі “Night Prayers» ("Нічні молитви" з циклу "Життя без Різдва").
У Парижі (Франція) в Українському культурному осередку імені Василя Сліпака сучасну музику представили Ілля Бондаренко (скрипка), Джефрі Стоунхауз (флейта), Алла Загайкевич (електроніка). Прозвучали твори: А. Загайкевич. “Voice/Way”, електроакустичний твір; Джеймс О’Келеґен “Into sections” для флейти те електроніки; Ілля Бондаренко “Erebus” для скрипки та електроніки; “Myth…» електроакустична імпровізація з голосом В. Сліпака.
День шостий — 1 липня у Львівській опері концерт-презентація камерної музики української композиторки та піаністки Анастасії Лозової. Chant de Tristesse.
У Львівській національній філармонії Пісні для Василя. Камерні та вокальні твори українських композиторів. Виконавці: Роман Страхов (баритон), Аліна Діденко (сопрано), Чайковський Андрій (скрипка), Божик Олександр (скрипка), Піхманець Леся (альт), Римар Максим (віолончель), Кірчанова Ірина (фортепіано).
День сьомий  — 2 липня у Львівській національній філармонії Spirito d'amore. Mozart. Вокальні та інструментальні твори Вольфґанґа Амадея Моцарта. Виконавці: Маріанна Цвєтінська (сопрано), Роман Страхов (баритон), Олег Лановий (тенор), Андрій Чайковський (скрипка), Академічний камерний оркестр «Віртуози Львова», Юрій Бервецький (диригент), Антон Літвінов (режисер), Роман Страхов, автор ідеї.

## Програма 2024 року
Тема — «Полеглим за Україну артистам».
Маратон відбувався з 2 червня по 25 липня в Україні, Іспанії, Франції, Німеччині та Великій Британії. Особливістю події стало те, що вперше до Маратону доєдналися українські оперні театри, серед працівників яких є загиблі артисти.
Розпочався 2 червня у Се́у-д'Урже́ль (Каталонія, Іспанія) концертом-прелюдією із творів Людвіга ван Бетховена та Юліуса Рентгена у виконанні Міхаїла Співака (скрипка), Андрія Війтовича (альт), Владислава Трухана (віолончель) та камерного оркестру Каді, диригент Євгеній Сохацький. В Українському клубі Лондона (Велика Британія) 14 червня відбувся концерт камерної музики «Звуки правди»: Юлія Шпиг (сопрано), Ірина Житинська (мецо-сопрано), Ольга Палій (фортепіано), Тарас Житинський (гітара, спів).
У Національній філармонії України (Київ, Україна) 22 червня відбулося два концерти. Перший: «Україна – Франція: музичні переплетення» за участі Марії Кононової (сопрано), Олени Степанюк (фортепіано). У програмі твори Дмитра Бортнянського, Шарля Гуно, Жуля Массне, Лео Деліба, Моріса Равеля, Клода Дебюссі, Фридерика Шопена, Каміля Сен-Санса, Миколи Лисенка, Нестора Нижанківського, Віктора Косенка, Бориса Лятошинського, Мирослава Скорика, Олександра Козаренка, Лесі Дичко. Другий: «Акорди Хортиці»: концерт інструментально-хорової музики за участі Богдани Півненко (скрипка), Ігоря Чернявського (скрипка), Анни Хмари (фортепіано), Національного ансамблю солістів «Київська камерата» і лауреатів Міжнародного конкурсу-фестивалю дитячого та юнацького виконавського мистецтва «Акорди Хортиці» (Запоріжжя).
Одеська опера 28 червня представила авторський проєкт «VLASNE. Ukrainian Project. Нескорені. Непереможні. Чотири століття української музики: від Бортнянського до Вакарчука» у виконанні провідних солістів, оркестру та хору театру, дитячого хору «Перлини Одеси».
У Львівській національній філармонії імені Мирослава Скорика відбулося п’ять концертів. Розпочався Маратон 28 червня із виступу ансамблю давньої музики «Terra Barocca». Програма Бароко l’immortelle об'єднала твори Йоганна Себастьяна Баха, Станіслава Сильвестра Шажинського, Йоганна Якоба Фробергера, Генрі Перселла, Клода Бальбатра, Жан-Фері Ребеля, Панкраса Руає та Антоніо Вівальді у виконанні: Сергія Гаврилюка (барокова скрипка, альт), Михайла Солонченка (скрипка), Ярослава Мигаля (віолончель), Анни Іванюшенко (клавесин). Під час концерту «Молитва для Василя» звучала українська камерна музика представників пізньоромантичної епохи й сучасних авторів — Миколи Лисенка, Василя Барвінського, Бориса Лятошинського, Мирослава Скорика, Ганни Гаврилець у виконанні квартету «Фенікс» та Віоліни Петриченко (фортепіано), що і стало молитовною згадкою про Героя України. 29 червня програма «Діалог сучасності», у якій прозвучали твори Миколи Лисенка, Євгена Станковича, Антіна Рудницького, Ганни Гаврилець, Віктора Камінського та Юрія Іщенка у виконанні ансамблю «Etc.duo»: Наталія Кожушко-Максимів (флейта), Роксолана Кіт (фортепіано). 30 червня відбулося два концерти. Перший  — «Я нічого не боюсь», прозвучали твори Людвіга ван Бетховена та «Симфонію жалобних піснеспівів» Генрика Гурецького у виконанні Лілії Нікітчук (мецо-сопрано), Академічного симфонічного оркестру Львівської національної філармонії, Марта Ключинська, диригентка. Другий — «З Франції з любовʼю», де прозвучали твори Моріса Равеля, Франсіса Пуленка, Жоржа Бізе, Рейнальдо Гана, Поліни Віардо, Гектора Берліоза та Лео Деліба у виконанні Серін де Лабом (сопрано, Франція), 
Оксани Рапіти (фортепіано), Мирослава Драгана (фортепіано).
30 червня у Дніпропетровському академічному театрі опери та балету відбувся гала-концерт за участі оркестру, хору та солістів театру.
Пам'ять Василя Сліпака вшанували 4 липня в Українському культурному центрі імені Василя Сліпака (Париж, Франція). Присвята Concert-hommage à Wassyl Slipak. За участі артистів, друзів оперного співака, таким як Зоряна Лотут, яка виступала у супроводі піаніста Бенжамена Лорана, Андрія Малахова на альті, а також співаків Ірини Кишлярук, Пьотра Кумона та Андрія Гнатюка.
5 липня у Львівській національній опері представили прем'єру опери "Діалоги кармеліток" Франсіса Пуленка, а у Толстефанзі (Німеччина) відбувся концерт камерної музики за участі Ніколаса Ішервуда (баритон-бас), Веронік Нго Зах-Гьєн (фортепіано), де прозвучали твори Франца Шуберта. Вокальний цикл "Зимова подорож". Концерт-постлюдія "Музичний діалог: Україна-Німеччина" 25 липня у Гамбурзі (Німеччина) за участі Сергія Ковальова (фортепіано), Олега Кицкая (скрипка), які виконали твори Йоганнеса Брамса, Миколи Лисенка, Юлія Мейтуса, Мирослава Скорика.

## Програма 2025 року
У Культурному центрі в Парижі 13 червня відбувся концерт пам'яті. Учасники: дитячий хор, українець Дмитро Воронов (баритон) артист Марсельської Опери, альтист Андрій Малахов, скрипальки «The Divky project».
28 червня у Малому концертному Залі імені Василя Барвінського (Львівський державний музичний ліцей ім. С. Крушельницької твори М.Лисенка і В.Сильвестрова прозвучали в авторському проєкті бас-баритона Станіслава Бадрака «На часі» у супроводі Мирослава Драгана. 
29 червня у концертному залі ім. С. Людкевича Львівської національної філармонії імені Мирослава Скорика прозвучали твори Йозефа Лабора, Фелікса Вайнгартнера у виконанні Терези Катарини (скрипка), Бориса Коблика (скрипка), Максима Семенюка (альт), Олени Гуменюк (віолончель), Даніїла Грушина (контрабас), Єви-Евеліни Куліковської (фортепіано).
29 червня в Івано-Франківській обласній філармонії імені Іри Маланюк відбувся концерт "Митцю і воїну" у виконанні  академічного камерного оркестру Harmonia Nobile, художній керівник і концертмейстер - народна артистка України Наталія Мандрика.